# Richard Chamberlain

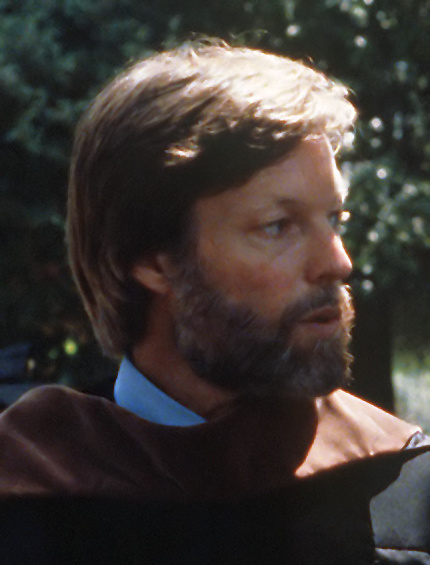
Richard Chamberlain, 1982

George Richard Chamberlain (* 31. März 1934 in Los Angeles, Kalifornien; † 29. März 2025 in Waimānalo, Hawaii) war ein US-amerikanischer Schauspieler und Sänger. Er wurde in den 1960er-Jahren durch die Titelrolle in der Arztserie Dr. Kildare bekannt. In den 1980er-Jahren spielte er die Hauptrolle in Shogun und den Priester Ralph de Bricassart in dem weltweit erfolgreichen Fernsehmehrteiler Die Dornenvögel sowie in zwei Kinofilmen den Abenteurer Allan Quatermain. Er wurde mit drei Golden Globe Awards ausgezeichnet.

## Privatleben
Richard Chamberlain wurde 1934 in Los Angeles als zweiter Sohn von Charles Axiom Chamberlain (1902–1984) und dessen Ehefrau Elsa Winifred von Benzon (1902–1993) geboren. Er hatte einen sieben Jahre älteren Bruder.
Chamberlain lebte viele Jahre zurückgezogen mit seinem langjährigen Lebensgefährten Martin Rabbett auf Hawaii zusammen. Rabbett war auch als Agent, Produzent und Regisseur für Chamberlain tätig. Im Film Quatermain II – Auf der Suche nach der geheimnisvollen Stadt von 1987 spielte er den Bruder Robeson von Allan Quatermain.
Durch einen Artikel in der französischen Frauenzeitschrift Nous Deux im Dezember 1989 wurde Chamberlains Homosexualität bekannt. In einem Interview 1991 sprach er erstmals darüber und sagte: „Ich habe das Versteckspiel satt.“ 2003 erschien seine Biografie Shattered Love, in der er auch ausführlich sein schwules Leben und die Gründe seines langjährigen Doppellebens ansprach. Er beschreibt darin das Gefühl, er müsse seine sexuelle Identität verstecken, um eine Karriere als Schauspieler haben zu können. Daraufhin wurde er von den Medien ein zweites Mal in den Schlagzeilen geoutet.
Anfang 2010 verließ Chamberlain Hawaii und zog zurück nach Los Angeles, um seine aktive Karriere als Schauspieler wiederaufzunehmen. Er starb im März 2025 auf Hawaii an einem Schlaganfall, zwei Tage vor seinem 91. Geburtstag.

## Karriere

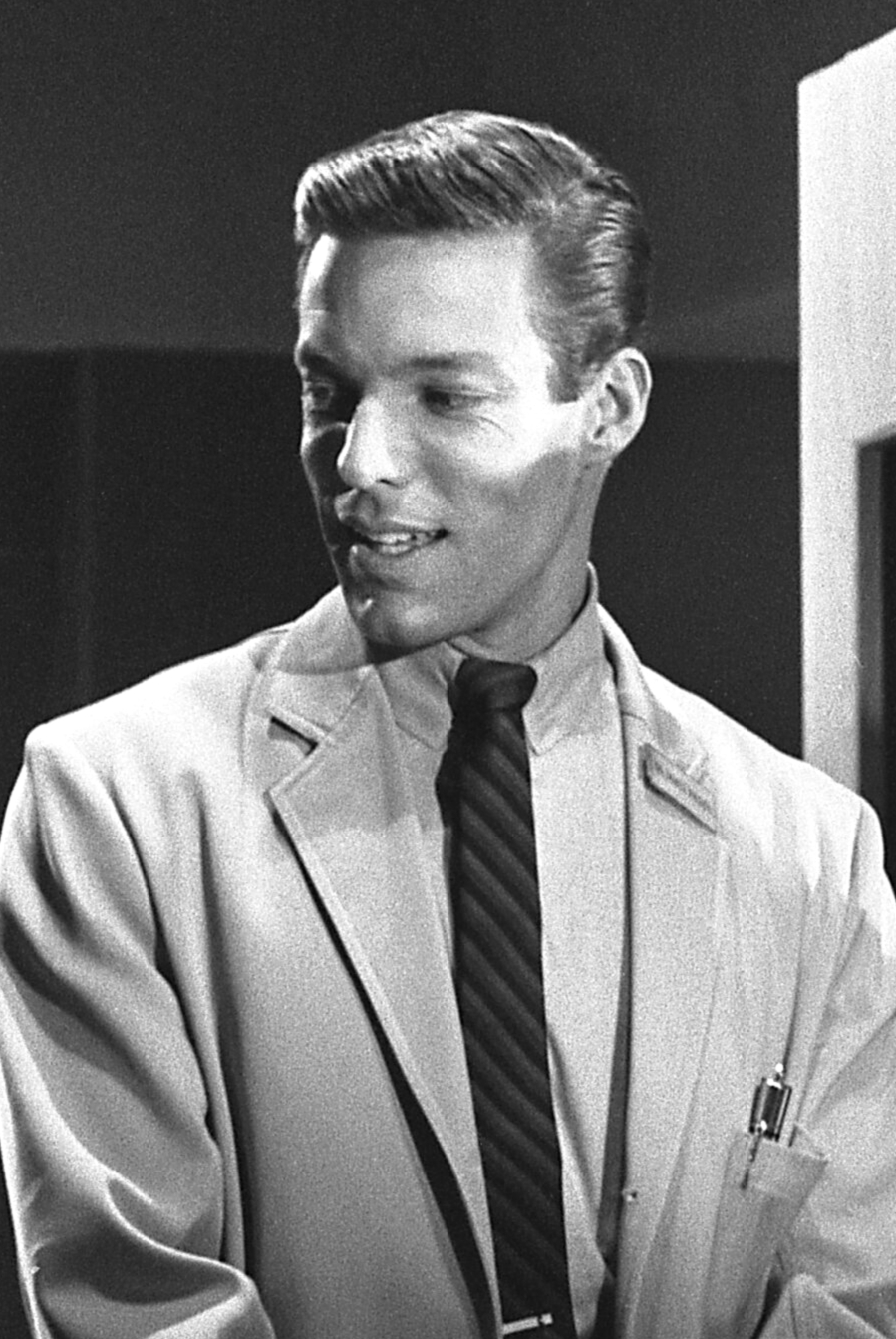
Richard Chamberlain, 1964

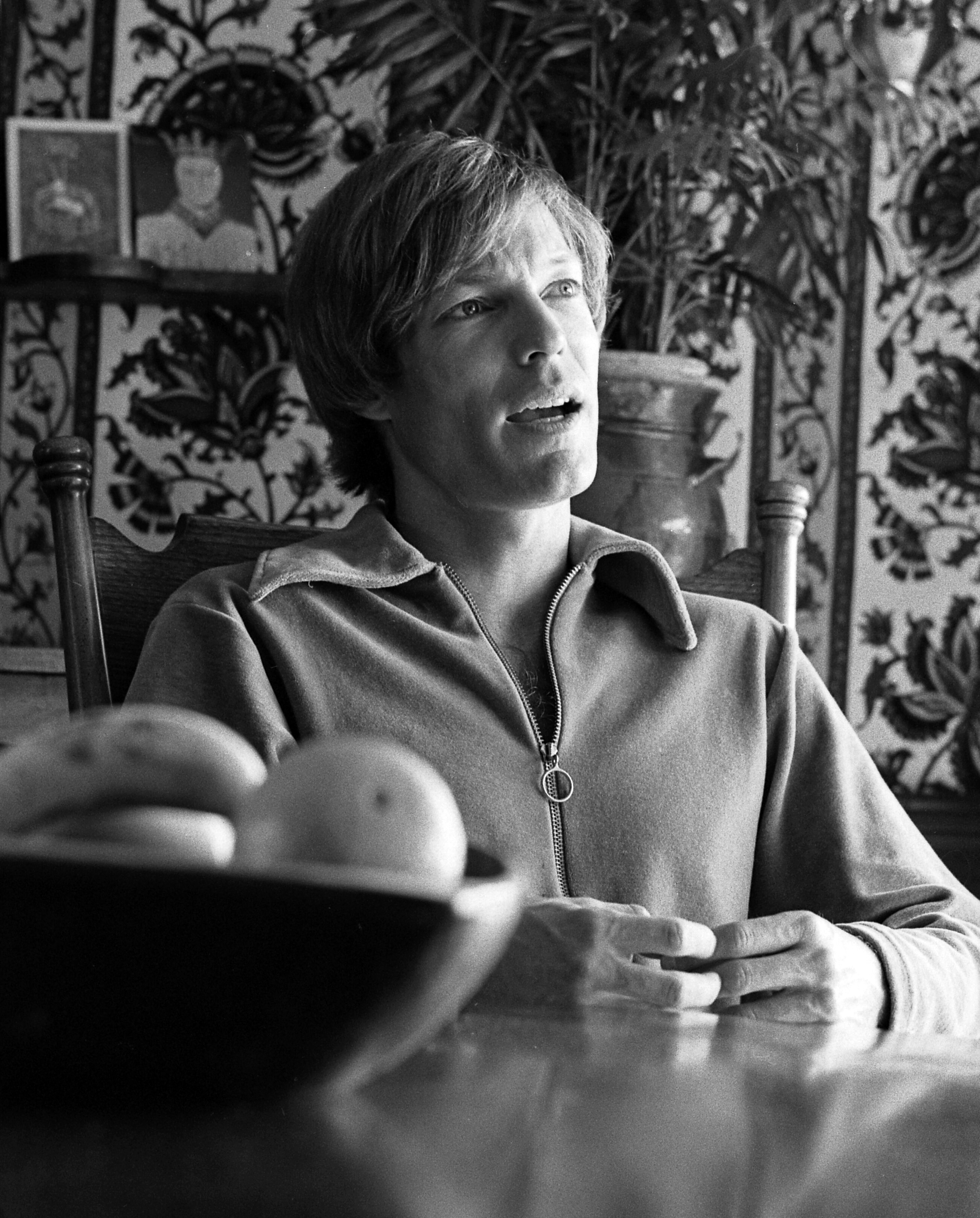
Richard Chamberlain, 1972

Chamberlain begann erst gegen Ende seines Kunststudiums am kalifornischen Pomona College sich für das Theater zu interessieren. Seine ersten Versuche auf einer Studentenbühne wurden allerdings 1956 durch seine Einberufung zum Wehrdienst nach Ostasien unterbrochen. Zwei Jahre später kehrte er als Sergeant in die USA zurück.
Er widmete sich dann zunächst wieder der Malerei und nahm nebenbei Gesangs- und Schauspielunterricht. Nach kleineren Rollen in Serien und Filmen bekam er 1961 die Titelrolle in der Arztserie Dr. Kildare. Dadurch wurde er sehr schnell zum Fernsehstar und galt als „Frauenschwarm“. Zur gleichen Zeit startete er auch eine kurzlebige Gesangskarriere, die ihm unter anderem die Hits Theme From Dr. Kildare (Three Stars Will Shine Tonight) (1962, USA Platz 10) und All I Have to Do Is Dream (1963, USA Platz 14) einbrachte. Die Single Blue Guitar (1963, USA Platz 42) enthält auf der B-Seite das Original des Carpenters-Welthits (They Long to Be) Close to You.
Während der Laufzeit von Dr. Kildare hatte er auch mehrere Film-Hauptrollen wie im Gerichtsdrama Rufmord von 1963. Nach der Einstellung der Arztserie im Jahr 1965 erlebte Chamberlain eine zeitweilige berufliche Flaute. In Richard Lesters 1968 erschienenem Liebesdrama Petulia wurde er erfolgreich gegen seinen üblichen Rollentyp als gewalttätiger Ehemann von Julie Christies Hauptfigur besetzt. 1968 ging er nach England und nahm dort erneut Schauspielunterricht. In Birmingham stand er unter anderem als Hamlet auf der Bühne. Diese Rolle brachte ihm große Anerkennung bei den britischen Theaterkritikern und half ihm dabei, als ernstzunehmender Schauspieler wahrgenommen zu werden.
In den 1970er Jahren hatte Chamberlain einige Hauptrollen beim britischen Film. Zusammen mit Ken Russell drehte er 1970 Tschaikowsky – Genie und Wahnsinn und, erneut mit Richard Lester, 1973 Die drei Musketiere und 1974 die Fortsetzung Die vier Musketiere – Die Rache der Mylady. In den Vereinigten Staaten war er 1974 Teil einer großen Starbesetzung in dem erfolgreichen Katastrophenfilm Flammendes Inferno. 1975 spielte er in England neben Gemma Craven in dem populären Musicalfilm Cinderellas silberner Schuh. 
In der folgenden Zeit war Chamberlain unter anderem Hauptdarsteller der für das Fernsehen produzierten Abenteuerfilme Der Graf von Monte Christo (1975) und Der Mann mit der eisernen Maske (1977). In der Serie Colorado Saga hatte er Ende der 1970er-Jahre ebenfalls eine wiederkehrende Rolle. Am Broadway debütierte er Ende 1976 in Tennessee Williams’ Drama Die Nacht des Leguan.
1980 spielte er die Hauptrolle des Navigators John Blackthorne in der historischen Abenteuerserie Shogun. 1983 hatte er in der Miniserie Die Dornenvögel die Hauptrolle des katholischen Paters Ralph de Bricassart. Für diese Rolle bekam er den Golden Globe, wie schon zuvor für seine Darstellungen in Shogun und Dr. Kildare. 1985 und 1987 drehte er zwei Kinofilme, die ihn in der Hauptrolle des Abenteurers Allan Quatermain zeigten. Danach drehte er hauptsächlich fürs Fernsehen, wobei die Serie Dr. Kulani – Arzt auf Hawaii mit ihm in der Titelrolle Anfang der 1990er-Jahre nach einer Staffel eingestellt wurde.
1995 übernahm er erneut die Rolle des Ralph de Bricassart in der Fortsetzung Dornenvögel – Die verlorenen Jahre. Ab Anfang 2000 trat Chamberlain überwiegend in Gastrollen in britischen und US-amerikanischen Fernsehserien auf, wie Nip/Tuck (2006), Desperate Housewives (2007), Leverage (2010/2012), Brothers & Sisters (2010/2011) und Twin Peaks (2017). Sein letzter Kinofilm mit größerer Breitenwirkung war die Komödie Chuck und Larry – Wie Feuer und Flamme von 2008, in der er in einer Nebenrolle einen Stadtrat verkörperte. Sein letzter Film Finding Julia erschien 2019.
Neben seinen Engagements im Fernsehen zog es Chamberlain auch in späteren Jahren immer wieder auf die Bühne. So spielte er 1993 den Henry Higgins in My Fair Lady am Broadway und in einer US-Tour. Von 1995 bis 1996 tourte diese Show durch Europa, wo Chamberlain in Deutschland, Frankreich, Österreich und der Schweiz abermals als Henry Higgins auftrat. 1999/2000 war er als Captain von Trapp in dem US-Musical The Sound of Music zu sehen; 2005 folgte eine weitere Musical-Tour als Ebenezer Scrooge im gleichnamigen Musical. 2006 war er als König in The King and I auf Hawaii zu sehen. Sein letzter großer Musical-Auftritt fand 2009 statt, wo er unter großem Applaus als King Arthur drei Monate lang mit Spamalot durch die USA tourte.
Neben den Auftritten in Musicals spielte Chamberlain auch immer wieder klassisches Theater, so beim Berkshire Theaterfestival 2000 (Shadow of Greatness), 2003 (Stillborn Lover) und 2005 (Portrait of a Young Artist).

## Filmografie

### Filme
- 1960: The Secret of the Purple Reef
- 1961: Massaker im Morgengrauen (A Thunder of Drums)
- 1963: Rufmord (Twilight of Honor)
- 1965: Joy in the Morning
- 1968: Petulia
- 1969: Die Irre von Chaillot (The Madwoman of Chaillot)
- 1970: Tschaikowsky – Genie und Wahnsinn (The Music Lovers)
- 1972: Die große Liebe der Lady Caroline (Lady Caroline Lamb)
- 1973: Die drei Musketiere (The Three Musketeers)
- 1974: Die vier Musketiere – Die Rache der Mylady (The Four Musketeers)
- 1974: Das Leben des F. Scott Fitzgerald (F. Scott Fitzgerald and „The Last of the Belles“, Fernsehfilm)
- 1974: Flammendes Inferno (The Towering Inferno)
- 1975: Der Graf von Monte Christo (The Count of Monte-Christo, Fernsehfilm)
- 1976: Cinderellas silberner Schuh (The Slipper and the Rose: The Story of Cinderella)
- 1977: Die letzte Flut (The Last Wave)
- 1977: Der Mann mit der eisernen Maske (The Man in the Iron Mask, Fernsehfilm)
- 1978: Der tödliche Schwarm (The Swarm)
- 1982: Starkstrom (Murder By Phone)
- 1985: Quatermain – Auf der Suche nach dem Schatz der Könige (King Solomon’s Mines)
- 1985: Raoul Wallenberg (Wallenberg: A Hero’s Story)
- 1986: Dream West
- 1987: Quatermain II – Auf der Suche nach der geheimnisvollen Stadt (Allan Quatermain and the Lost City of Gold)
- 1987: Casanova (Fernsehfilm)
- 1988: Agent ohne Namen (The Bourne Identity, Fernsehfilm)
- 1989: Rückkehr der Musketiere (The Return of the Musketeers)
- 1991: Der Albtraum (Aftermath: A Test of Love, Fernsehfilm)
- 1991: Die Nacht des Jägers (Night of the Hunter, Fernsehfilm)
- 1993: Absturz in die weiße Hölle (Ordeal in the Arctic, Fernsehfilm)
- 1995: Die Tochter des Paten (Bird of Prey)
- 1996: Dornenvögel – Die verlorenen Jahre (The Thorn Birds: The Missing Years, Fernsehfilm)
- 1997: Dark Moments – Im Angesicht des Todes (River Made to Drown In)
- 1997: Winterliebe – Späte Romanze im Schnee (All the Winters That Have Been, Fernsehfilm)
- 2007: Chuck und Larry – Wie Feuer und Flamme (I Now Pronounce You Chuck & Larry)
- 2018: Nightmare Cinema
- 2019: Finding Julia

### Fernsehserien
- 1959: Alfred Hitchcock präsentiert (Alfred Hitchcock Presents, Folge 5x11)
- 1960: New Orleans, Bourbon Street (Bourbon Street Beat, Folge 1x22)
- 1960: Rauchende Colts (Gunsmoke, Folge 5x36)
- 1961–1966: Dr. Kildare (191 Folgen)
- 1968: Portrait of a Lady (The Portrait of a Lady, 8 Folgen)
- 1978–1979: Colorado Saga (Centennial, Mini-Serie, 12 Folgen)
- 1980: Shogun (Fernsehfilm und Mini-Serie, 5 Folgen)
- 1983: Die Dornenvögel (The Thorn Birds, Mini-Serie, 4 Teile)
- 1989–1990: Dr. Kulani – Arzt auf Hawaii (Island Son, 19 Folgen)
- 2000: Ein Hauch von Himmel (Touched by an Angel, Folge 7x01)
- 2002: Ein Witzbold namens Carey (The Drew Carey Show, Folgen 7x14, 7x25)
- 2005: Will & Grace (Folge 8x04)
- 2006: Hustle – Unehrlich währt am längsten (Hustle, Folge 3x03)
- 2006: Nip/Tuck – Schönheit hat ihren Preis (Nip/Tuck, Folge 4x02)
- 2007: Desperate Housewives (Folge 4x08)
- 2010, 2012: Leverage (Folgen 3x03, 4x18)
- 2010: Chuck (Folge 4x08–4x09)
- 2011: Brothers & Sisters (4 Folgen)
- 2017: Twin Peaks (Folge 3x04)